# Les Belles Images

Pour le roman de Simone de Beauvoir, voir Les Belles Images (roman)
Les Belles Images est un hebdomadaire français illustré pour la jeunesse édité par la Librairie Arthème Fayard du 21 avril 1904 au 3 décembre 1936. 

## Historique
Le succès des Belles Images, conjoint à celui de La Jeunesse illustrée, créé l'année précédente par le même éditeur, lui a permis d'imposer un modèle de diffusion de la bande dessinée en couleurs — l'hebdomadaire illustré pour enfant — qui a dominé en France jusqu'aux années 1960. Toutefois, à ses débuts, ce modèle graphique s'ancre dans la tradition de l'image d'Épinal.
En plus de récits sous images amorcés dès la couverture, il publie des contes, articles et romans-feuilletons. La liste complète de ces derniers a été publiée en annexe à la réédition de l'un d'eux, Eternel matin par Marius Monnier (Archives et documents presse et feuilletons (ADPF), 2019).

En juin 1935, sans changer de numérotation, le titre fusionne avec La Jeunesse illustrée et devient Les Belles images et Jeunesse illustrée, qui paraît jusqu’au 3 novembre 1936 (no 1681).

### Documentation
- Didier Lefort, « Les Belles Images : L'Apparition de la bulle dans la B.D. française », Bédésup, no 26,‎ 15 octobre 1983, p. 31-35 (ISSN 0224-9588).
- Paul Nollet et Patrice Caillot, « La Jeunesse illustrée et les Belles Images », dans Le Collectionneur de bandes dessinées no 18 à 20, Éditions de l'Amateur, 1979-1980
- Annie Renonciat, « Les magazines d'Arthème Fayard et la promotion de l'histoire en images « à la française » », dans 9e Art no 7, Centre national de la bande dessinée et de l'image, janvier 2002, p. 36-43